# Canzoni a tempo di twist
Canzoni a tempo di twist è un film italiano del 1962, diretto da Stefano Canzio.